# معمر تانکوویچ

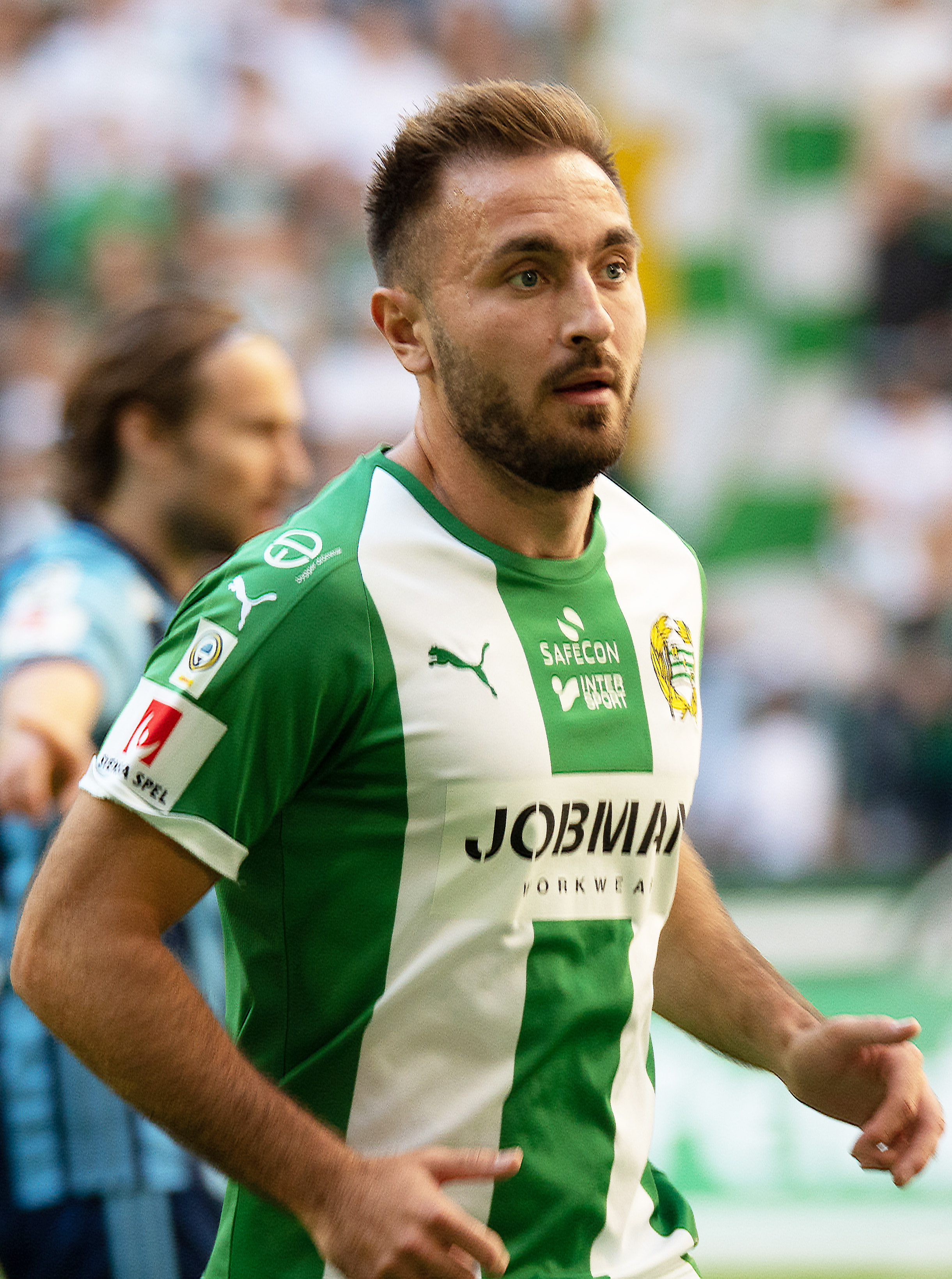
معمر تانکوویچ در سال ۲۰۱۸

معمر تانکوویچ (سوئدی: Muamer Tanković؛ زادهٔ ۲۲ فوریهٔ ۱۹۹۵) یک بازیکن فوتبال اهل سوئد است که در پست مهاجم برای باشگاه فوتبال ای‌زد آلکمار هلند در اردویسه بازی می‌کند.

## باشگاهی
از باشگاه‌هایی که در آن بازی کرده‌است می‌توان به، باشگاه فوتبال فولام اشاره کرد.

## تیم ملی
وی همچنین در تیم ملی فوتبال سوئد بازی کرده‌است.

## زندگی شخصی
وی اصالتاً از بوسنی و هرزگوین است. زمانی که وی در لباس سوئد در مسابقات زیر ۱۹ سال اروپا مقابل تیم بوسنی و هرزگوین قرار گرفت، توانست سه گل بزند ولی بعد از گل‌هایش خوشحالی نکرد؛ وی دلیل اینکارش را احترام به سرزمین مادری خود اعلام کرد.
پسرعموی وی، آرمین تانکوویچ، نیز بازیکن فوتبال است.